# 무궁동
무궁동(無窮動)은 윤이상이 1986년 작곡한 관악기, 타악기, 더블베이스를 위한 작품이다. 1986년 6월 초연되었다.

## 악기 편성
- 목관악기: 플루트3, 오보에3, 클라리넷3, 바순3
- 금관악기: 호른4, 트럼펫3, 트롬본3, 튜바
- 타악기, 더블베이스